# Frédéric Soulacroix
Pour les articles homonymes, voir Soulacroix.
Frédéric Joseph Pierre Timothée Soulacroix, né le 1er octobre 1858 à Rome (Italie) et mort le 3 septembre 1933 à Cesena (Italie), est un peintre français actif en Italie.

## Biographie
(juillet 2018).
- Si vous ne connaissez pas le sujet, laissez ce bandeau (vous pouvez alors contacter les auteurs).
- Si vous supprimez le contenu mis en cause (vous pouvez préalablement contacter les auteurs),

argumentez précisément cette suppression dans la page de discussion
(un manque de référence n'est pas un argument ; une recherche réelle de référence doit avoir été effectuée, être formellement documentée).
Fils de Charles Soulacroix (1825-1899), sculpteur et peintre français, et de Giacinta Diofebo, Frédéric Soulacroix passe son enfance à Rome, suit son père de 1863 à 1870 en France puis revient en Italie comme toute sa famille à Florence. Dès 1873, il entre à l’Académie des beaux-arts de Florence et, en octobre 1876, il est admis à la Scuola di Pittura.
Marié le 6 juin 1890 avec Julie Fernande Blanc, il vit à la Piazza Donatello, dans une maison avec jardin. Frédéric Soulacroix a cinq enfants, Richard, Olivier, George, Gabriel et Amélie
Les autorités françaises ont nommé Frédéric Soulacroix et sa femme officiers d’Académie, Frédéric Soulacroix en 1924, en tant qu’artiste peintre, membre du Comité de l’Alliance française à Florence, pour son « dévouement à la cause française », et son épouse en 1954 pour « services rendus à la culture française ». En août 1929, Frédéric Soulacroix est nommé chevalier de la Légion d'honneur.
Soulacroix est un peintre spécialisé dans les scènes de genre anecdotiques dix-huitièmistes ou contemporaines, sujets alors à la mode et qui lui valent un grand succès en Italie, Angleterre, Allemagne (en particulier à Munich), États-Unis, Canada et Amérique du Sud. Il peint notamment un portrait de la reine Marguerite, épouse du roi Humbert 1er d’Italie, et ceux du roi de Siam et de son frère le Prince Sanbasaska.
Sa production abondante est souvent attribuée à tort à son père Charles Soulacroix.
Des œuvres de Frédéric Soulacroix sont conservées au Philadelphia Museum of Art et à la Mansion House à Londres.

## Galerie

Œuvres attribuées à Frédéric Soulacroix, localisations inconnues
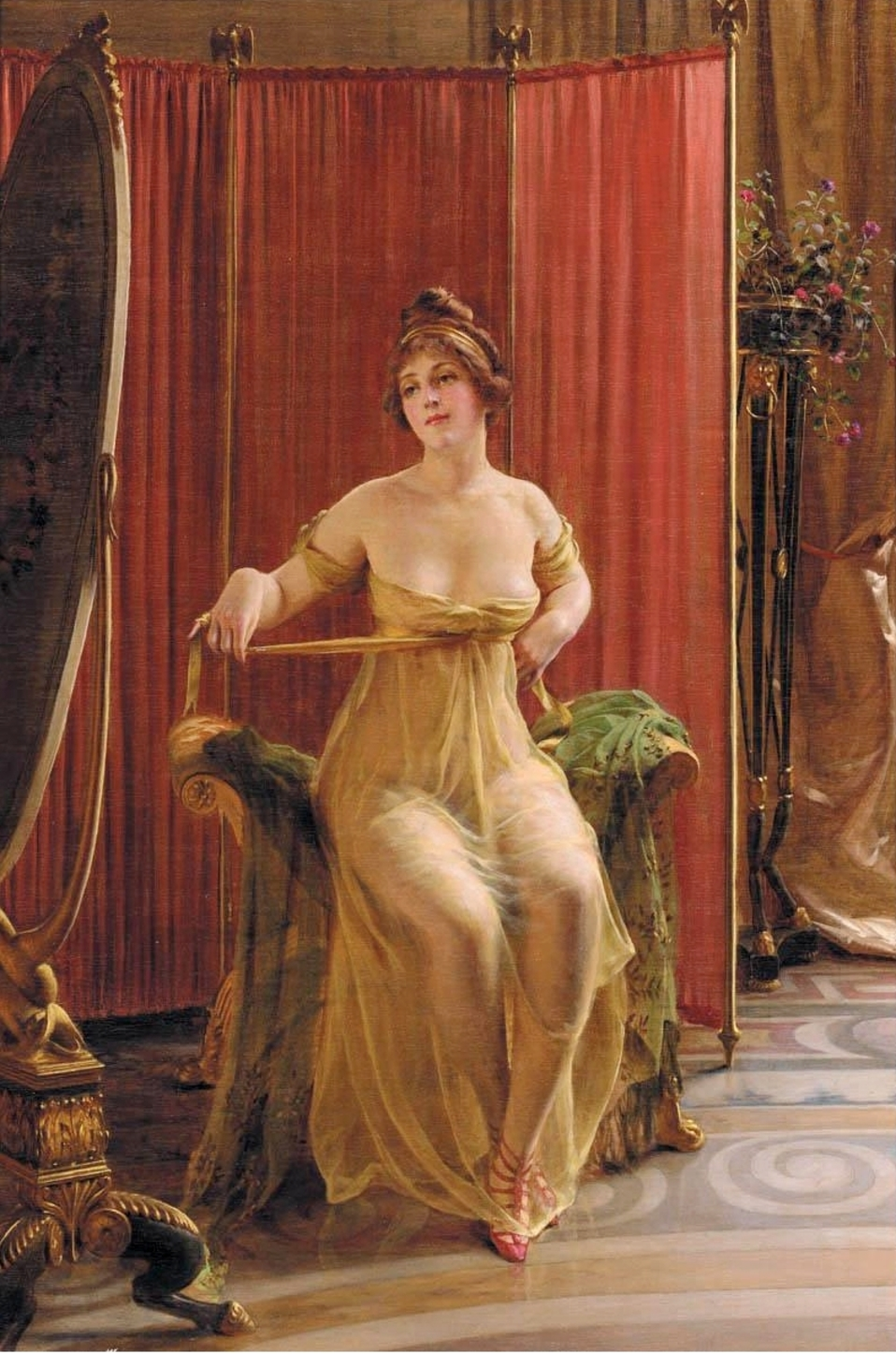
Dans la chambre à coucher
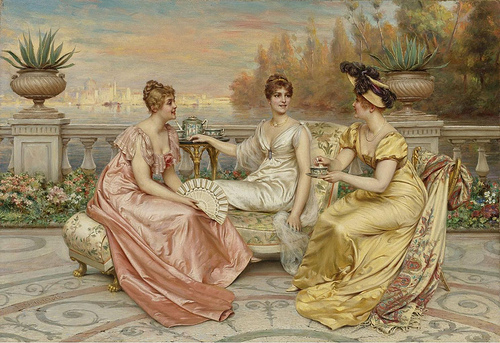
Sur la terrasse
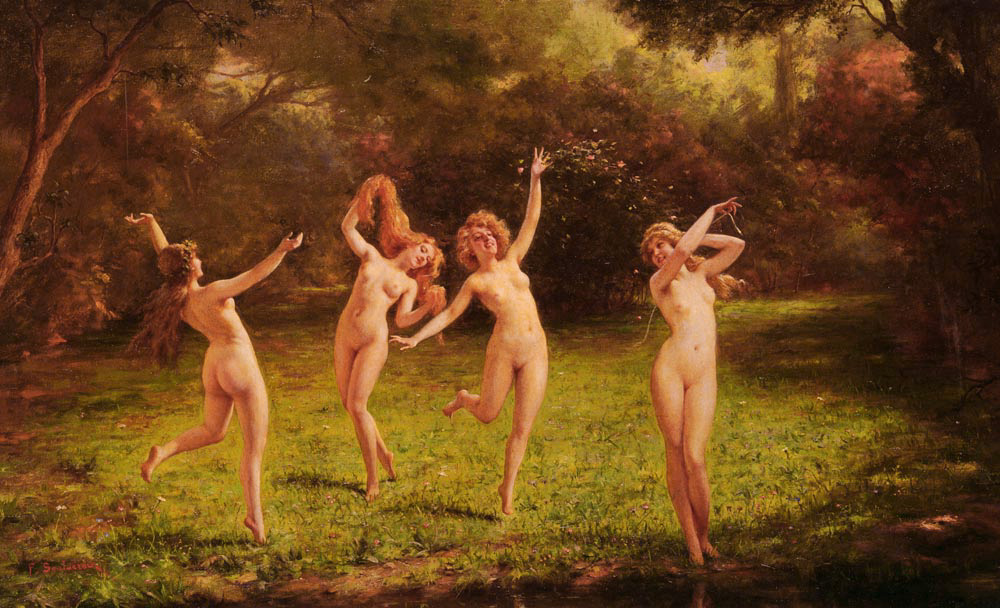
Printemps
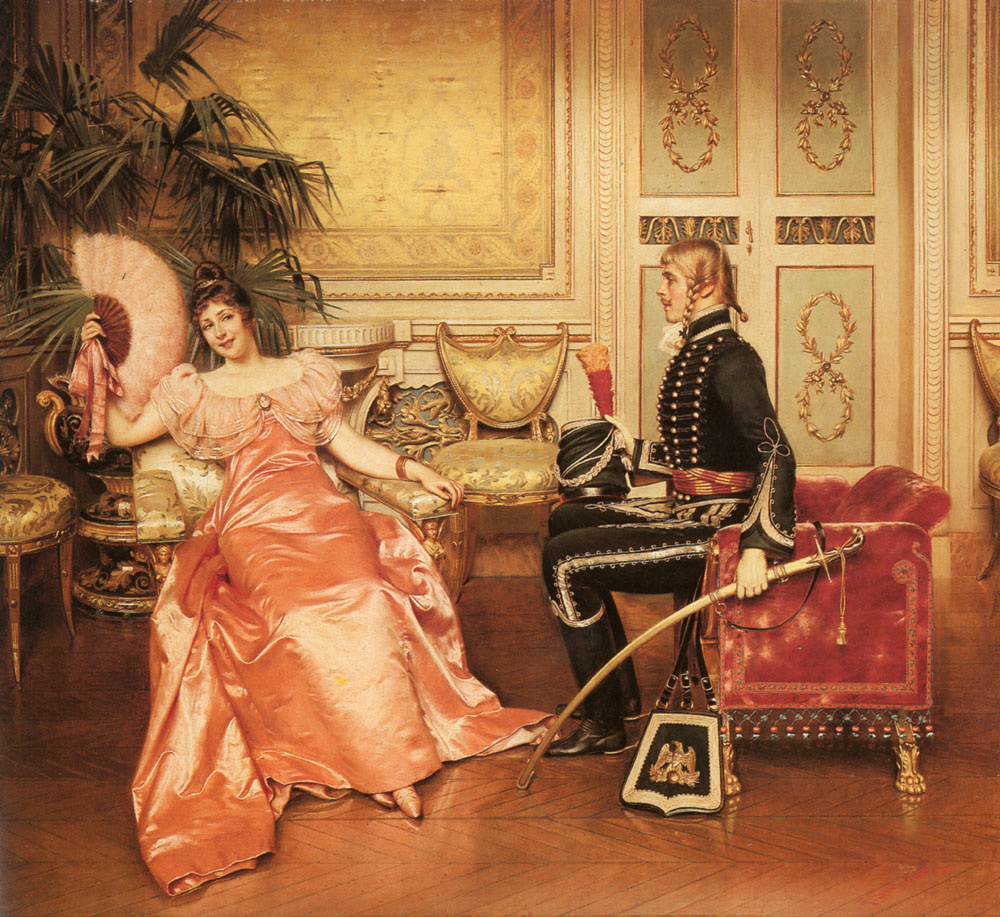
Flirt
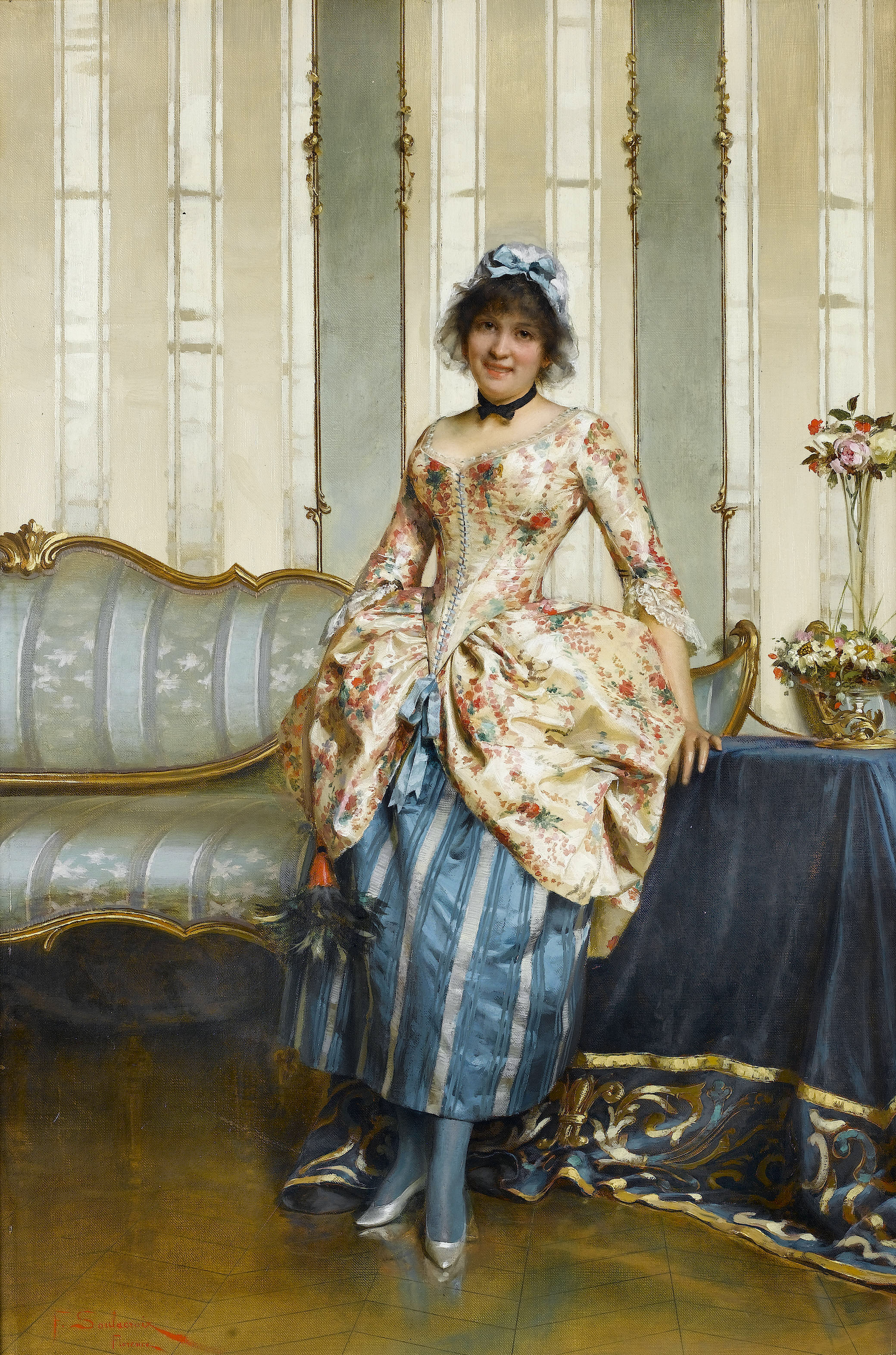
Une servante élégante
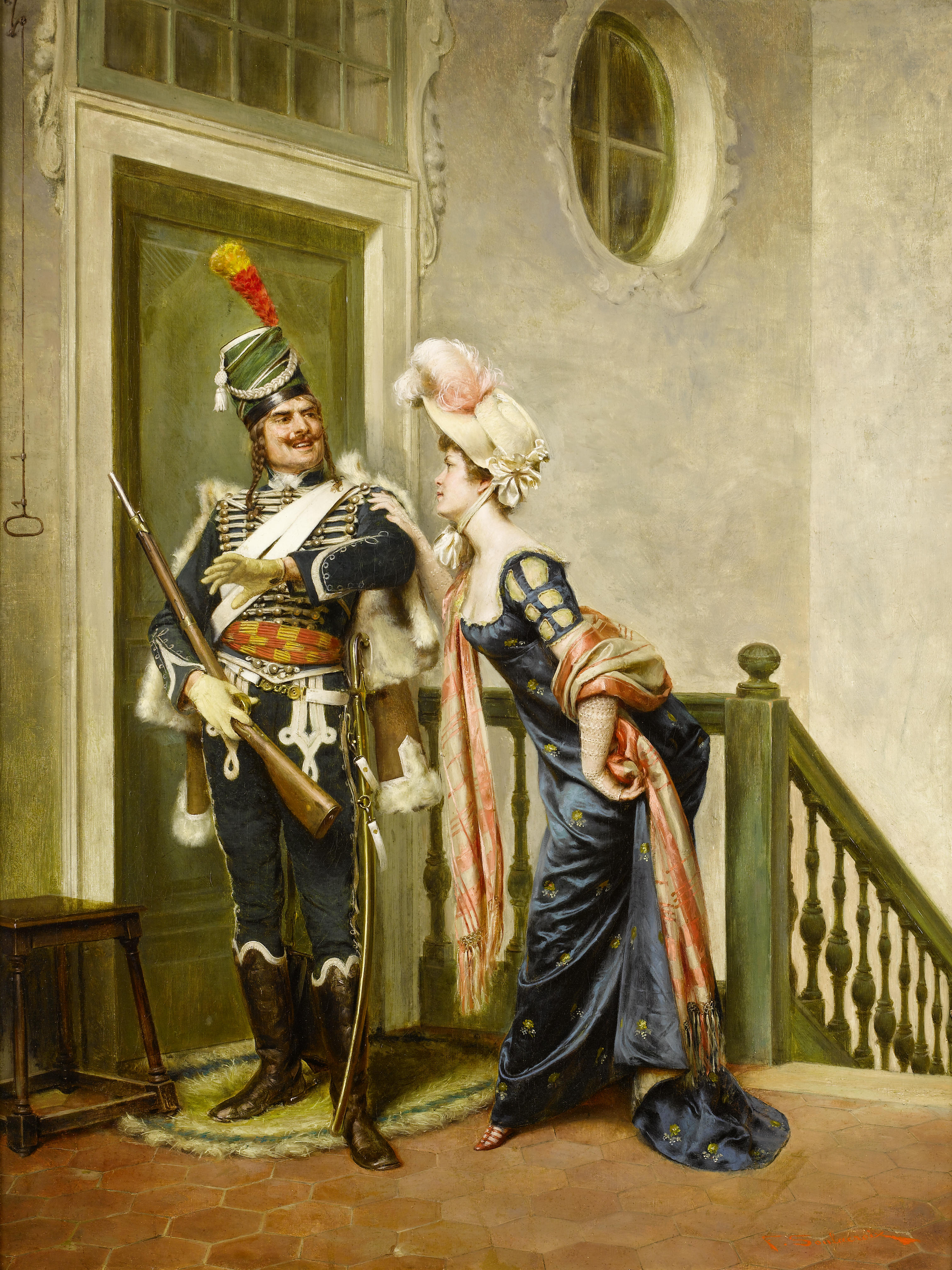
L'Officier galant